# Gà so vòng cổ trắng
Gà so vòng cổ trắng (Arborophila gingica) là một loài chim trong họ Phasianidae.